# Umberto Balsamo
Umberto Rosario Balsamo (Catania, 10 marzo 1942) è un compositore e cantautore italiano.

## Biografia
Nasce a Catania nel 1942, ultimogenito di una famiglia numerosa. La passione per la musica si manifesta molto presto e dopo essersi comprato la prima chitarra, a sedici anni comincia a prendere lezioni di musica da Vito Falcone. Nel 1963 si stabilisce a Milano, dove muove i suoi primi passi nell'ambiente musicale collaborando per un paio d'anni con l'affermato paroliere Luciano Beretta. Due dei più noti brani nati da questa collaborazione sono La prima lettera d'amore scritto nel 1966 per Orietta Berti, e Vita (incisa nel 1967 da Iva Zanicchi) quale retro del 45 giri di Non pensare a me, vincente quell'anno a Sanremo.
Nel 1968 tenta per la prima volta anche la carriera di cantante incidendo per la Ri-Fi, con lo pseudonimo di Bob Nero, il 45 giri contenente i brani Il mio cuore riposa e Tutte, che passa praticamente inosservato. Nello stesso anno il suo brano Primo amore viene selezionato da Gianni Sanjust, direttore artistico della Ricordi, per la manifestazione Un disco per l'estate. Primo amore, che verrà interpretato da Milva l'anno successivo, frutta a Balsamo il suo primo contratto importante in qualità di compositore proprio con la Ricordi.

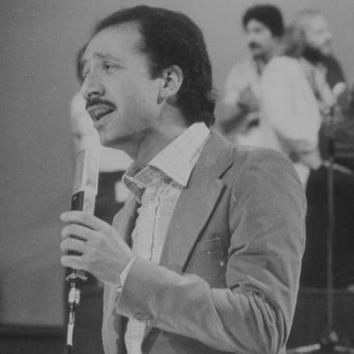
Umberto Balsamo al Festival di Sanremo del 1973.

Nel 1969 compone la musica di Occhi neri, occhi neri, che ha come paroliere Alberto Testa: la canzone, presentata da Mal a Canzonissima, diviene una delle maggiori hit dell'artista inglese. 
Nel 1971, con Amare di meno, sigla di Rischiatutto, firma il rilancio discografico di Peppino di Capri. Del 1972 è invece Domani si incomincia un'altra volta, brano che scrive per Domenico Modugno, suo mito di sempre. Scaduto il contratto con Ricordi, quello stesso anno Umberto firma un contratto con la Las Vegas, non solo come autore ma anche come cantante, e si presenta a Un disco per l'estate: la sua Se fossi diversa ottiene un buon successo di critica e di pubblico.
Al Festival di Sanremo 1973 Umberto è presente in qualità di autore con ben 3 canzoni: Amore mio (interpretata dallo stesso Balsamo), Dolce Frutto (Ricchi e Poveri) e Tu, nella mia vita (Wess e Dori Ghezzi). 
Passato alla Polydor, al successivo Un Disco per l'estate presenta Bugiardi Noi che diverrà una delle sue hit più conosciute. Sempre nel 1974 Balsamo vince il Telegatto come rivelazione dell'anno. 
Nel 1975 il cantautore catanese scrive e incide Natalì, in gara a Un disco per l'estate, canzone che per la tematica affrontata (il triangolo amoroso), subisce una censura da parte della Rai. Mentre in Italia il brano passa inosservato, all'estero ne vengono realizzate più versioni, eseguite, in lingue differenti, da diversi artisti.
Nel 1976 propone a Mina la canzone L'angelo azzurro, da lui scritta insieme a Cristiano Malgioglio. Rifiutato dalla cantante cremonese, il brano diviene uno dei maggiori successi dello stesso Balsamo che l'include nel suo album Malgrado tutto... l'angelo azzurro (1977) e con cui vinse nella manifestazione musicale Discomare. 
Nel 1978 pubblica il suo quarto album Crepuscolo d'amore, da cui venne estratto il 45 Crepuscolo - Amore.
Il 1979 è l'anno di Balla, il brano più noto dell'artista catanese, che, a dispetto dei dubbi della Phonogram, con il suo ritmo da tarantella conquista il pubblico e vende più di un milione di copie. 
Negli anni ottanta Balsamo pubblica Pianeti e Mai più per poi prendersi una pausa di una decina d'anni durante i quali si rifugia in un paesino della Brianza (Usmate Velate). In questi anni però non smette di scrivere per altri artisti: insieme a Malgioglio firma Chi mi darà, presentata da Iva Zanicchi al Festival di Sanremo 1984, Futuro, presentata da Orietta Berti al Festival di Sanremo 1986, Nun chiagnere, Nascerà Gesù e Italia, presentate al Festival di Sanremo 1988 rispettivamente da Peppino di Capri, i Ricchi e Poveri e Mino Reitano (che prese il posto di Luciano Pavarotti il quale avrebbe dovuto proporla al Festival). 
In particolare con Orietta Berti, collaborerà alla stesura e alla produzione di tre dei suoi album: nel 1984 Le mie nuove canzoni, nel 1986 Futuro, nel 1989 Io come donna. 
Negli anni novanta Balsamo realizza gli album Respirando la notte luna e Un pugno nella notte e propone una nuova versione di Balla e L'angelo azzurro. 
Dopo quasi un altro decennio di silenzio, nel 2003 pubblica Vorrei aprire il cielo sabato sera a spina di rosa. Poco dopo, tuttavia, quest'ultimo lavoro viene ritirato dal mercato dallo stesso Balsamo che, stando al sito ufficiale, "essendo perfezionista, non è soddisfatto appieno del prodotto definitivo". Da quel momento decide di non apparire più in pubblico dedicandosi completamente alla sua attività di autore. 
Nel 2022, in occasione dello show Arena Suzuki presentato da Amadeus, prende parte allo spettacolo dove ripropone i brani Balla e L'angelo azzurro. Negli ultimi anni è riapparso in televisione per alcune interviste.

## Vita privata
Sposato, ha due figli.

## Discografia

### Album in studio
- 1974 – Passato presente e futuro (Polydor)
- 1975 – Natalì (Polydor)
- 1977 – Malgrado tutto... l'angelo azzurro (Polydor)
- 1978 – Crepuscolo d'amore (Polydor)
- 1979 – Balla (Polydor)
- 1980 – Pianeti (Polydor)
- 1982 – Mai più (Fonit Cetra)
- 1990 – Respirando la notte luna
- 1992 – Un pugno nella notte
- 2003 – Vorrei aprire il cielo sabato sera a spina di rosa - (L'angelo Azzurro Ediz. e produzioni fonografiche)
- 2011 – Vorrei Aprire il Cielo (L'angelo Azzurro Ediz. e produzioni fonografiche)
- 2011 – Stati D'Animo (L'angelo Azzurro Ediz. e produzioni fonografiche)
- 2011 – Avevo Voglia di Canzoni (L'angelo Azzurro Ediz. e produzioni fonografiche)

### Raccolte
- 1979 – Auto Music
- 1989 – L'angelo azzurro e altri successi
- 1995 – Umberto Balsamo - Le sue più belle canzoni

### Singoli
- 1968 Il mio cuore riposa/Tutte (Ri-Fi, RFN-NP 16292, come Bob Nero)
- 1971 Piangerei/Non sei dolce non sei bella (Dischi Ricordi, SRL 10585)
- 1972 Se fossi diversa/Cosa vuoi mai pensare a poi (Las Vegas, LVS 1057)
- 1973 Amore mio/Quando parlo con te (Polydor, 2060 048)
- 1974 Bugiardi Noi/Conclusioni (Polydor, 2060 070)
- 1974 O prima, adesso o poi/In un negozio di giocattoli (Polydor, 2060 082)
- 1975 Natalì/Volente o nolente (Polydor, 2060 094)
- 1976 Se.../Pace (Polydor, 2060 112)
- 1977 L'angelo azzurro/Malgrado tutto (Polydor, 2060 141)
- 1978 Crepuscolo/Amore (Polydor, 2060 170)
- 1979 Balla/Donna (Polydor, 2060 203)
- 1980 Il giorno/Celestina (Polydor, 2060 224)
- 1982 Mai più/Vivi come vuoi (Fonit Cetra, SP 1776)
- 1984 Io vivrò/L'estate (WEA, 24 9388-7)
- 1985 Favole/Cavalieri - (L'angelo Azzurro Ediz. e produzioni fonografiche)
- 2003 Spina di rosa